# Compagnie du chemin de fer du Centre (France)
Pour les articles homonymes, voir Compagnie du chemin de fer du Centre.
La Compagnie du chemin de fer du Centre est une ancienne compagnie ferroviaire française.

## Historique
La Compagnie du chemin de fer du Centre est créée en 1844, à la suite de la loi du 26 juillet 1844 ordonnant l'établissement d'un chemin de fer d'Orléans à Limoges et Clermont-Ferrand par Vierzon, et de l'ordonnance du 28 octobre 1844 concédant les premières sections de cette ligne (d'Orléans à Saincaize et Châteauroux) à un groupement dirigé par François Bartholoni, déjà président du conseil d'administration de la Compagnie du chemin de fer de Paris à Orléans.
La compagnie bénéficie, pour la construction de ces lignes, du soutien financier et technique de la Compagnie du chemin de fer de Paris à Orléans, avec qui elle partage la plupart de ses actionnaires. La compagnie ouvre le 20 juillet 1847 les 113 kilomètres d'Orléans à Bourges par Vierzon, le 15 novembre 1847 les 60 kilomètres de Vierzon à Châteauroux, le 20 mai 1849 les 36 kilomètres de Bourges à Nérondes et le 5 octobre 1850 les 33 kilomètres de Nérondes à Nevers.
Le 27 mars 1852, la Compagnie du chemin de fer du Centre, la Compagnie du chemin de fer d'Orléans à Bordeaux, la Compagnie du chemin de fer de Tours à Nantes et la Compagnie du chemin de fer de Paris à Orléans fusionnent en prenant le nom de cette dernière.